# Гірнича наука, освіта та преса Великої Британії
Гірнича наука, освіта та преса Великої Британії
Наукові установи, підготовка кадрів, друк і геологічні дослідження у Великобританії проводяться Інститутом геології (Лондон). Розвідка вугілля здійснюється Національною радою вугільної промисловості. Відділення досліджень в області техніки безпеки в шахтах має науково-дослідні підрозділи (Мідленд, Бакстон і Шеффілд). Крім того наук. дослідження проводяться великими фірмами.
Підготовка фахівців в галузі геології і гірничої справи здійснюється в університетах Лондона (Імперський коледж, Королівське гірн. училище), Бірмінґему, Лідсу, Ньюкаслепон-Тайну, Ноттінґему, Стратчклайду, Кардіффу, Корнуоллу, Камборну.
Осн. гірн. видання: «The Mining Journal» (з 1835, щорічний додаток — «Mining Journal Annual Review»), «Gas Journal» (з 1849); «Colliery Guardian» (з 1858), «Geological Magazine» (з 1864); «Gas World» (з 1884), «Mining Magazine» (з 1909), «Metal Bulletin» (з 1913), «Mining Technology» (з 1920), «Mine and Quarry» (з 1926), «Journal of the Institute of Fuel» (з 1926), «Institute of Petroleum Review» (з 1947), «Fuel» (з 1948), «Mining Engineer» (з 1960), «Coal News» (з 1961); «Gas Engineering and Management» (з 1960), «Geological Journal» (з 1964), «Industrial Minerals» (з 1967), «Petroleum Review» (з 1968); «Oilman» (з 1973), «Energy World» (з 1973), «Energy Report» (з 1974), «Quarry Management and Products» (з 1974), «Offshore Oil Weekly» (з 1974), «Quarry and Mining News» (з 1976); «Colliery Guardian International» (з 1978) та ін.